# 馬田村
馬田村（まだむら）は、福岡県朝倉郡にあった村。

## 歴史
- 1889年（明治22年）4月1日 - 町村制の施行により、夜須郡馬田村、千代丸村、上浦村、牛木村、草水村、下浦村が合併して村制施行し、馬田村が発足。
- 1896年（明治29年）4月1日 - 郡の統合により夜須郡が上座郡、下座郡と合併して朝倉郡が発足し同郡に所属[1]。
- 1954年（昭和29年）4月1日 - 朝倉郡甘木町、安川村、秋月町、上秋月村、立石村、福田村、蜷城村、三奈木村、金川村と合併して甘木市を新設して消滅。